# 獨木舟

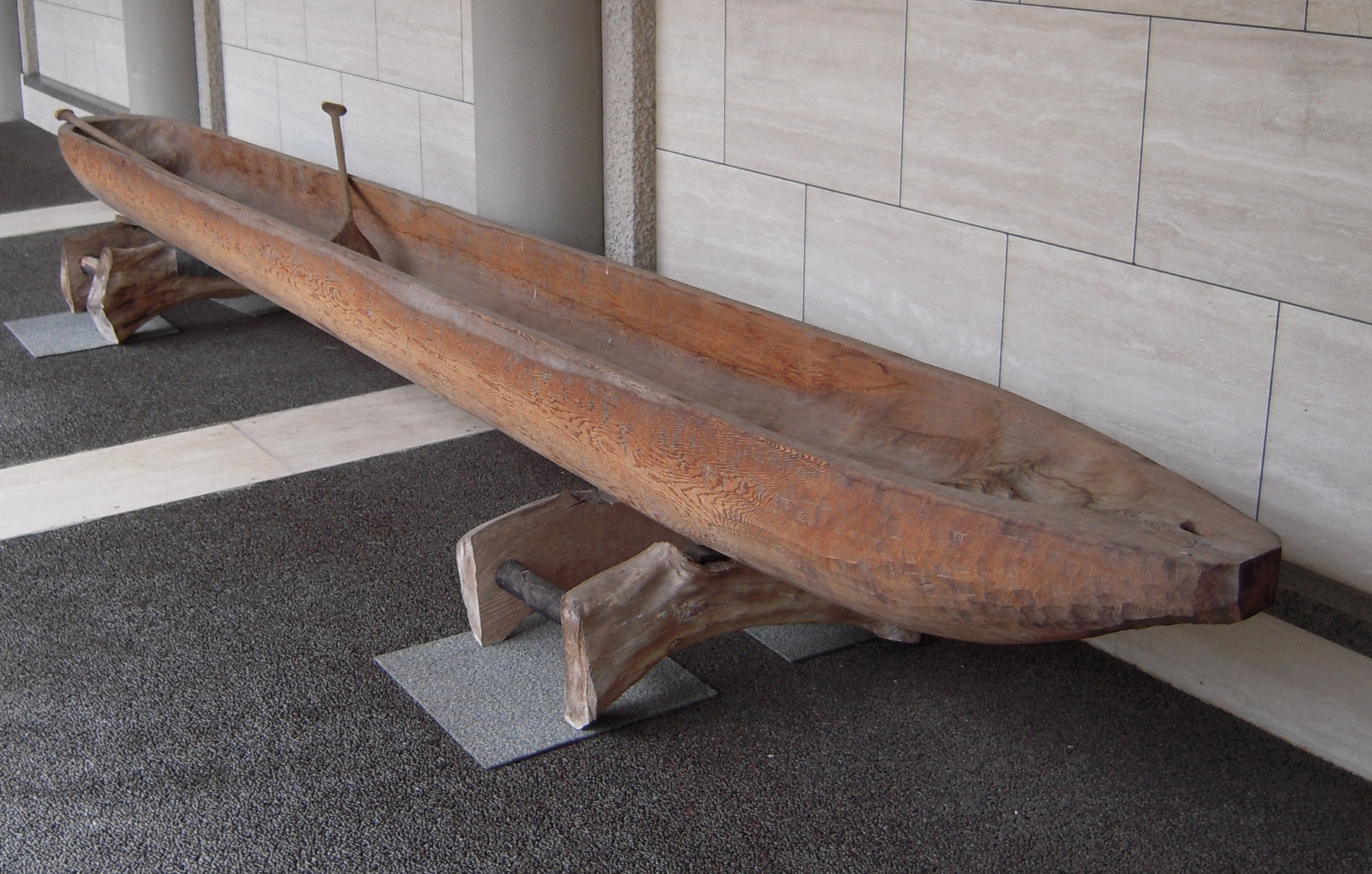
日本史前時代的独木舟

独木舟（英語：Dugout Canoe），是一种用单根樹幹挖成的划艇，需要借助桨驱动。独木舟的优点在于由一根树干制成，制作简单，不易有漏水，散架的风险。它可以说是人类最為古老的水域交通工具之一（另一种是筏子）。
原始的独木舟几乎在全世界一定是用来划一种中间掏空的独木舟的。在荷兰发现了一只这样的独木舟，其年代约为公元前6300年。在英国发现的一只独木舟，长达16米，宽1.5米。埃及，印度等地都发现过考古证据。至今非洲及美洲原住民的一些部落仍按照古法制作独木舟。
臺北市萬華區古名艋舺，係源自原住民平埔族凱達格蘭語的獨木舟之意思。

## 制作过程
先选擇一根挺直粗大的树干，去处枝杈部分后（可制作桨），将不准备挖掉的部位涂上湿泥，然后用火烧烤未涂湿泥的部位，待其呈焦炭状后，再用工具砍凿，这样比较疏松的焦炭层很快被去除，反复多次后，就可以制成比较理想的形状。